# Фофелдя
Фофелдя (рум. Fofeldea) — село у повіті Сібіу в Румунії. Входить до складу комуни Нокріх.
Село розташоване на відстані 199 км на північний захід від Бухареста, 28 км на схід від Сібіу, 125 км на південний схід від Клуж-Напоки, 88 км на захід від Брашова.

## Населення
За даними перепису населення 2002 року у селі проживали 387 осіб. Усі жителі села рідною мовою назвали румунську.
Національний склад населення села:
| Національність | Кількість осіб | Відсоток |
| -------------- | -------------- | -------- |
| румуни         | 379            | 97,9%    |
| цигани         | 8              | 2,1%     |